# Buss (wyspa)

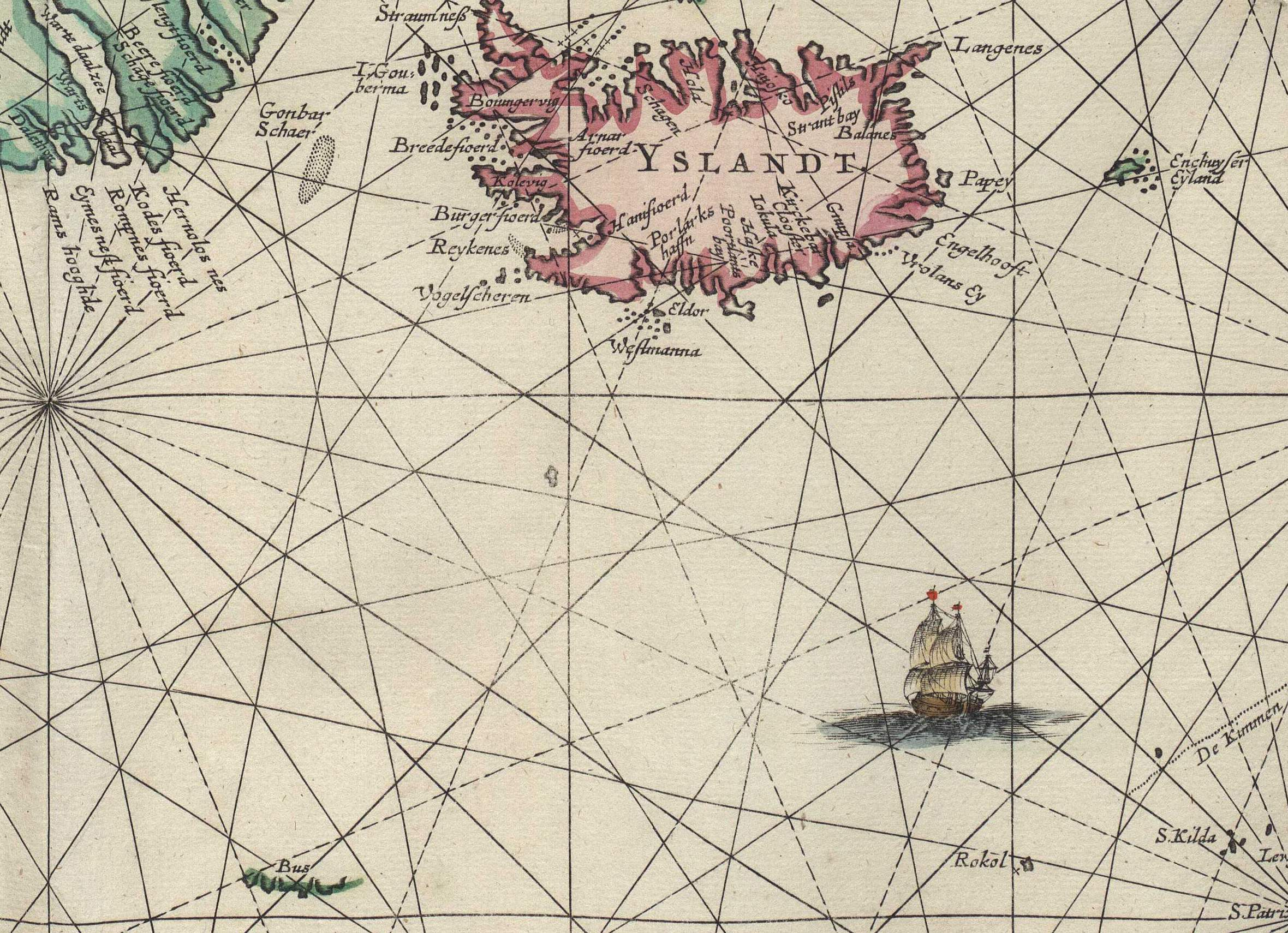
Zarys brzegów Buss na mapie Johannesa Janssoniusa z 1650 roku

Buss – rzekoma wyspa na północnym Atlantyku, odkryta jakoby we wrześniu 1578 roku, w trakcie trzeciej ekspedycji Martina Frobishera w poszukiwaniu Przejścia Północno-Zachodniego.
Zgodnie z relacją opublikowaną w wydanej w 1578 roku książce George’a Besta A True Discourse of the Late Voyages of Discoverie of a Passage to Cathaya jeden ze statków wchodzących w skład ekspedycji Frobishera, Emmanuel, podczas podróży powrotnej do Anglii miał natknąć się – gdzieś pomiędzy Islandią a równie legendarną wyspą Frisland – na nieznany dotychczas ląd, przez trzy dni żeglując wzdłuż jego brzegów. Ziemia ta wyglądać miała na urodzajną, pełną drzew i owoców. Ponowny opis nowo odkrytej wyspy, autorstwa jednego z członków ekspedycji, Thomasa Wiarsa, znalazł się w 1598 roku w pracy Richarda Hakluyta Voiages, Traffiques and Discoueries of the English Nation. Wiars twierdził jednak, że wybrzeże było pokryte lodem, nie wspominał o żadnej roślinności.
Odkrytego jakoby przez ekspedycję Frobishera lądu bezskutecznie próbowali poszukiwać James Hall w 1605 i ponownie w 1612 roku oraz Henry Hudson w 1609 roku, odnotowując w miejscu jego rzekomej lokalizacji tylko ławicę lodu i zmianę barwy wody świadczącą o lokalnej płytkości akwenu. Pomimo to przez cały XVII wiek, mimo poważnych głosów sceptycyzmu, wyspę Buss umieszczano na licznych mapach, przedstawiając ją jako sporych rozmiarów ląd, długi na cały stopień szerokości geograficznej. Ponownie ląd mieli zaobserwować podczas żeglugi do Nowego Świata Zachariah Gillam w 1668 oraz Thomas Shepard w 1671 roku. W 1675 roku król Karol II Stuart przyznał nawet Kompanii Zatoki Hudsona wieczyste prawo własności wyspy i przywileje handlowe. Pomimo to nie pojawiły się już więcej raporty o obserwacji rzekomej wyspy i od początku XVIII wieku coraz powszechniej powątpiewano w jej rzeczywiste istnienie. W 1745 roku holenderski kartograf van Keulen wysunął hipotezę, że wyspa zatonęła, pozostawiając po sobie mieliznę. Odtąd przez pewien czas zaznaczano ją jeszcze jako przeszkodę nawigacyjną, aż w końcu zniknęła z map.